# Booko
Booko este o comună din departamentul Koro, regiunea Bafing, Coasta de Fildeș.